# Komet Shoemaker-Holt 2
Komet Shoemaker-Holt 2 (uradna oznaka je 121P/Shoemaker-Holt 2) je periodični komet z obhodno dobo okoli 8,0 let. 
Komet pripada Jupitrovi družini kometov .

## Odkritje
Komet so odkrili ameriški astronomi Carolyn Jean Spellmann Shoemaker, Eugene Merle Shoemaker in Henry E. Holt 9. marca 1989 na Observatoriju Palomar v Kaliforniji, ZDA.